# Dorfkirche Kromsdorf

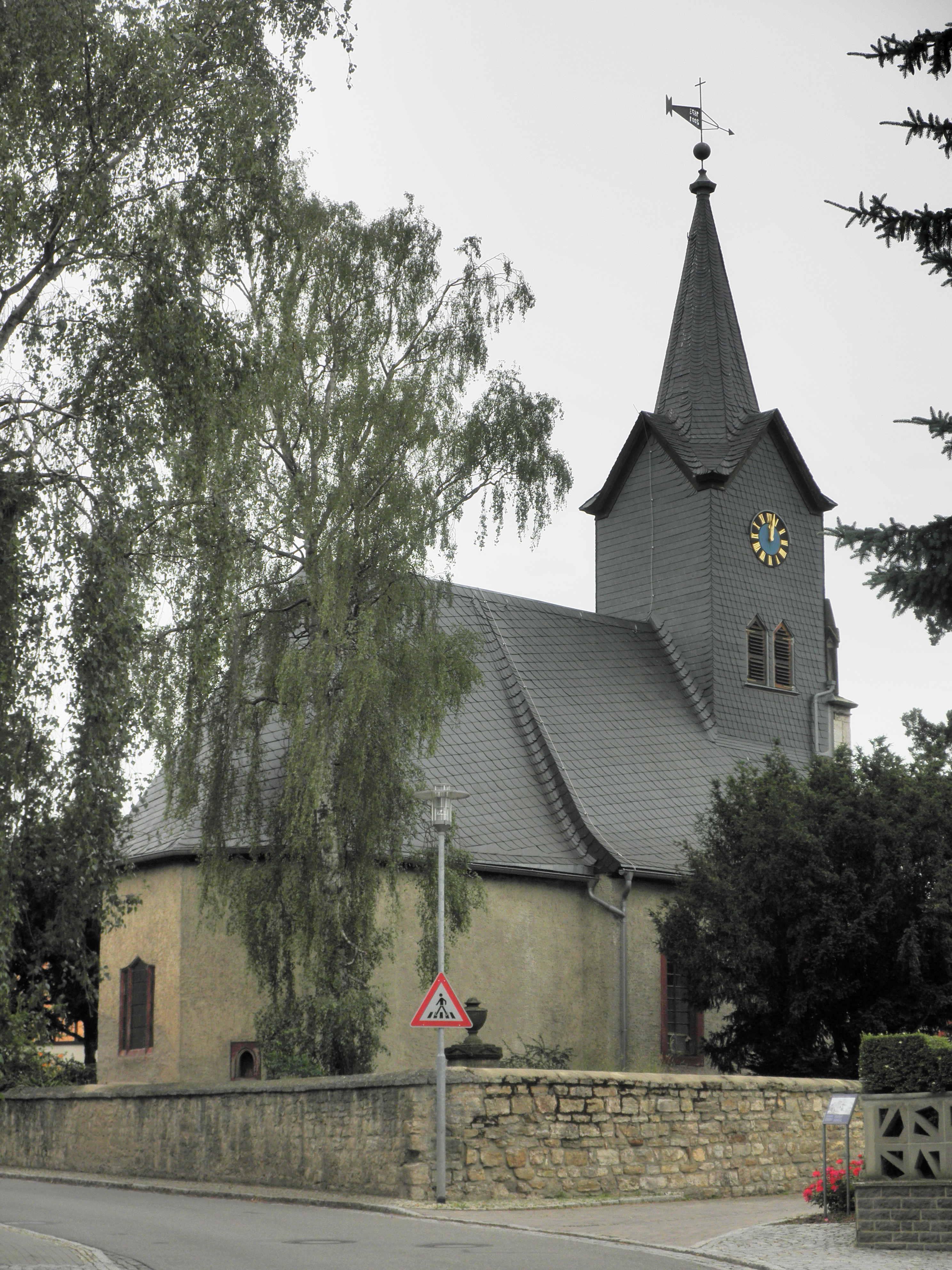
Die Kirche

Die evangelische Dorfkirche Kromsdorf steht am Ilmradweg im Ortsteil Kromsdorf der Gemeinde Ilmtal-Weinstraße im Landkreis Weimarer Land in Thüringen.

## Geschichte
In dem kleinen Gotteshaus von Kromsdorf befindet sich ein Schnitzaltar aus dem 15. Jahrhundert. In der Mitte des Flügelaltars ist Maria mit dem Jesuskind auf dem Arm mit Katharina und Barbara dargestellt. An den Flügeln rechts und links sind die zwölf Apostel bildlich platziert. Jesus trägt eine Korallenkette um den Hals.
Die Kirche ist hell und freundlich. Sie ist mit Schiefer gedeckt. Auch der Dachreiter als Turm mit Spitzturm, Turmknopf und Wetterfahne, auch mit Uhr. Das kleine Kirchenschiff besitzt Rundbogenfenster und -tür.
Ein kleiner Gottesacker mit Mauer schirmt das Gotteshaus etwas ab.
Nach Abschluss der Restaurierung von Haus mit Dachreiter erfolgte 2011 die Einweihung.